# Rubén Lisker Yourkowitsky
Rubén Lisker Youkowitzky (Nueva York, 11 de abril de 1931-9 de diciembre de 2015) fue un médico cirujano, catedrático, investigador y académico estadounidense nacionalizado mexicano. Se  especializó en genética y hematología.

## Estudios y docencia
Cursó la licenciatura en la Facultad de Medicina de la Universidad Nacional Autónoma de México (UNAM). Realizó un internado rotatorio en el Hospital “Michael Reese” en Chicago, Illinois, haciendo a la vez prácticas de investigación en el Departamento de Hematología del mismo hospital. Continuó su labor como investigador en el Instituto Nacional de Salud de los Estados Unidos colaborando para la División Genética Médica de la Universidad de Washington en Seattle. 
De 1985 a 1988 fue director del programa de maestrías y doctorados de su alma mater en la cual fue nombrado profesor emérito. Fue fundador y vicepresidente del Colegio de Bioética. Fue jefe del de la División Enseñanza del Instituto Nacional de Ciencias Médicas y Nutrición “Salvador Zubirán” de 1972 a 1992 y Director de la Dirección de Investigación de 1992 a 2014 del Instituto Nacional de Ciencias Médicas y Nutrición “Salvador Zubirán” . Fue profesor visitante en varias universidades de México y de Estados Unidos.

## Investigador y académico
Fue jefe de los departamentos de Hematología, Genética y Enseñanza del Instituto Nacional de Ciencias Médicas y Nutrición “Salvador Zubirán”, institución de la que también ha sido director. Fue vicepresidente del Programa Latinoamericano de Genética Humana. Fue presidente de la Academia Nacional de Medicina. Fue miembro del Comité Internacional de Bioética de la Unesco. Fue investigador nivel III del Sistema Nacional de Investigadores de 1984 a 1994 e investigador emérito desde 1995. Es miembro del Consejo Consultivo de Ciencias de la Presidencia de la República.
Realizó investigaciones sobre los trastornos hematológicos hereditarios, sobre los aspectos citogenéticos de los distintos tipos de leucemia y otros procesos mielodisplásicos. Asimismo, hizo estudios sobre las características genéticas de la población mexicana, tanto de la población indígena rural como de la población urbana. Hizo estudios e investigaciones sobre la epidemiología de la deficiencia de la lactasa, patología frecuente en la población mexicana.

## Obras publicadas
Escribió más de 200 artículos de investigación y difusión para revistas nacionales e internacionales. Es autor de 3 libros, de 37 capítulos de libros colectivos y 43 artículos de enseñanza. Fue editor de la revista Investigación Clínica de México durante 28 años. Sus trabajos sobre el significado de las alteraciones cromósomicas en los padecimientos hematológicos malignos han sido frecuentemente citados en la literatura científica internacional. Entre sus títulos se encuentran:
- Estructura genética de la población mexicana, libro que obtuvo el premio Salvat por la Academia Nacional de Medicina en 1979.
- La genética y usted en coautoría con Salvador Armandares Sagrera, en 1982.
- Introducción a la genética humana en coautoría con Salvador Armandares Sagrera, en 2001.
- La construcción de la bioética: textos de bioética, coautor con Ruy Pérez Tamayo y Ricardo Tapia Ibargüengoytia, en 2007.

## Premios y distinciones
- Premio “Carnot” por la Academia Nacional de Medicina.
- Premio “Alfonso Rivera” por la Sociedad Mexicana de Nutrición y Endocrinología.
- Premio “Gerardo Varela” por la Secretaría de Salubridad y Asistencia.
- Presea “Lázaro Cárdenas” al mérito politécnico por el Instituto Politécnico Nacional en 1994.
- Investigador Emérito por el Sistema Nacional de Investigadores del Consejo Nacional de Ciencia y Tecnología (Conacyt) desde 1995.
- Premio de la Academia de la Investigación Científica (ahora Academia Mexicana de Ciencias) en 1998.
- Premio a la Investigación Científica por la Sociedad Mexicana de Física en 1998.
- Premio Universidad Nacional en el área de Investigación de Ciencias Exactas por la Universidad Nacional Autónoma de México en 1998.
- Doctor honoris causa por la Benemérita Universidad Autónoma de Puebla en 1998.
- Premio Nacional de Ciencias y Artes en el área de Ciencias Físico-Matemáticas y Naturales otorgado por la Secretaría de Educación Pública en 2003.
- Profesor Emérito por la Facultad de Medicina de la Universidad Nacional Autónoma de México (UNAM).
- Medalla “Dr. Eduardo Liceaga” otorgada por el Consejo de Salubridad General en 2013.[5]